# Сьнедзаново
Сьнедзаново (пол. Śniedzanowo) — село в Польщі, у гміні Росьцишево Серпецького повіту Мазовецького воєводства.
Населення — 118 осіб (2011).
У 1975-1998 роках село належало до Плоцького воєводства.

## Демографія
Демографічна структура станом на 31 березня 2011 року:
|          | Загалом | Допрацездатний вік | Працездатний вік | Постпрацездатний вік |
| -------- | ------- | ------------------ | ---------------- | -------------------- |
| Чоловіки | 59      | 8                  | 42               | 9                    |
| Жінки    | 59      | 11                 | 30               | 18                   |
| Разом    | 118     | 19                 | 72               | 27                   |